# 元継
元 継（げん けい、465年 - 528年）は、北魏の皇族。江陽王。字は世仁。

## 経歴
南平王拓跋霄の次男として生まれた。468年（皇興2年）、江陽王拓跋根の後を嗣ぎ、江陽王に封じられ、平北将軍の位を加えられた。孝文帝のとき、使持節・安北将軍・撫冥鎮都大将に任じられ、都督柔玄撫冥懐荒三鎮諸軍事・鎮北将軍・柔玄鎮大将に転じた。入朝して左衛将軍の位を受け、侍中を兼ねた。さらに中領軍を兼ね、洛京の留守をつとめた。まもなく持節・平北将軍の位を受け、平城に駐屯した。
498年（太和22年）、高車の首長の樹者が北魏に叛くと、元継は都督北討諸軍事となり、懐朔鎮以東の諸軍を率いて討伐した。元継は首領のみを斬首して、残りの人々は罪を許すよう孝文帝に上表して、孝文帝の許諾をえると、反乱軍を次々と降伏させ、高車の反乱を平定した。
宣武帝のとき、元継は征虜将軍・青州刺史に任じられた。後に平北将軍・恒州刺史に転じ、入朝して度支尚書となった。510年（永平3年）、青州刺史時代の悪行について御史の弾劾を受け、免官され爵位を剥奪された。514年（延昌3年）、北魏の大将軍高肇が南朝梁統治下の蜀方面に侵攻すると、元継は平東将軍として徐州・揚州方面に進出して梁軍の救援の動きを牽制した。515年（延昌4年）1月、宣武帝が死去すると、軍を返した。
8月、江陽王の爵位をもどされた。まもなく侍中・領軍将軍の位を受けた。さらに特進・驃騎将軍の位を加えるよう内示されたが、元継が固辞したためこれは取りやめられた。518年（神亀元年）1月、驃騎大将軍・儀同三司の位を加えられた。4月、京兆王に徙封された。519年（神亀2年）5月、司空に上った。520年（正光元年）12月、司空公となった。521年（正光2年）4月、太保に進んだ。522年（正光3年）12月、太傅に転じた。524年（正光5年）12月、太師・大将軍となり、西道諸軍を率いて莫折天生を討った。525年（孝昌元年）1月、太尉となった。3月、召還されて関中から軍を返した。4月、子の元叉が兵権を解かれ、死を賜った。526年（孝昌2年）6月、また江陽王の爵位にもどった。
元継は晩年にさらに貪欲になり、収奪は際限がなく、賄賂の受け取りも拒否することがなかった。法官も元継の権勢を恐れてあえて糾弾しなかった。元叉が失脚すると、元継は家に蟄居した。528年（建義元年）4月、太師・司州牧となった。同年（永安元年）10月、死去した。享年は64。仮黄鉞・都督雍華涇邠秦岐河梁益九州諸軍事・大将軍・録尚書事・大丞相・雍州刺史の位を追贈された。諡は武烈といった。

## 子女
- 元叉
- 元羅
- 元爽（字は景喆、秘書郎、給事黄門侍郎・金紫光禄大夫）
- 元蛮（東魏の武定末年に光禄卿）
- 元爪（字は景邕、給事中、元叉とともに死を賜った）

## 伝記資料
- 『魏書』巻16 列伝第4
- 『北史』巻16 列伝第4
- 魏大丞相江陽王銘（元継墓誌）